# فيكتور هوغو أفالوس
فيكتور هوغو أفالوس (بالإسبانية: Víctor Hugo Ávalos) هو لاعب كرة قدم باراغواياني في مركز الوسط، ولد في 11 يونيو 1971 في أسونسيون في باراغواي، وتوفي في 3 أبريل 2009 في San Vicente (Asunción) ‏ في باراغواي بسبب نوبة قلبية. شارك مع منتخب باراغواي تحت 20 سنة لكرة القدم ومنتخب باراغواي لكرة القدم. أما مع النوادي، فقد لعب مع أرتورو فرنانديز فيال وأوليمبيا أسونسيون وإنديبندينتي ميديلين وبريزيدينتي هاييس وسانتياغو واندررز وكوريكو يونيدو وكيلمس ونادي غواراني.

## وصلات خارجية
- فيكتور هوغو أفالوس على موقع قاعدة بيانات كرة القدم.إي يو (الإنجليزية)
- فيكتور هوغو أفالوس على موقع ناشيونال فوتبول تيمز (الإنجليزية)